# Pierre Hamon
Pierre Hamon   (Morlaix, 13 de maig de 1956) és un músic, compositor i instrumentista (gravadors de nombroses flautes de bec), el repertori del qual va des de la música medieval fins a la música contemporània.
El curs de Pierre Hamon no és acadèmic. Primer es va autodidactar, després es va perfeccionar amb Walter Van Hauwe a Amsterdam i toca als conjunts de música medieval Guillaume de Machaut de París i Gilles Binchois. Després d'haver participat des de la dècada de 1980, com a flautista en gravacions, al desenvolupament a França de la música antiga i particularment de la música medieval (membre del grup "Gilles Binchois", codirector d'Ala francesca, iniciador de projectes i enregistraments dedicats a obra de Guillaume de Machaut ...), Pierre Hamon col·labora de manera privilegiada i constant amb Jordi Savall des de 19952. Per aprofundir en el seu enfocament cap a la música antiga, s'interessa per les músiques tradicionals d'Europa, doncs altres cultures. El 1998 es va convertir en deixeble de Pandit Hariprasad Chaurasia1, gran mestre de la música hindustana i la flauta bansurî, després va investigar els gestos i els sons fonamentals de la humanitat, portant-lo al món de les flautes i civilitzacions precolombines i Tradicions natives americanes. El 1994 va ser convidat com a professor per a la creació de la primera classe de gravació a França al Conservatori Nacional de Música i des de llavors ha estat professor al CNSMD Lyon, on entre els seus alumnes ha tingut la figuerenca Sara Parés Masdevall. És convidat regularment a masterclasses per les principals institucions de música primerenca, com ara la Scola Cantorum Basiliensis. És el compositor i director de la música original del dibuix animat "Pachamama" de Juan Antin, produït pels estudis Folivari (2018).